# SAT (大学進学適性試験)

SAT Reasoning Test

SAT（エスエーティー）は、非営利法人であるカレッジボードがETSに委託し主催している標準テスト。SAT論理試験（SAT Reasoning Test、旧SATⅠ）とSAT科目別試験（SAT Subject Test、旧SATⅡ）の総称。アメリカの大学入学時に考慮する要素の一つである。SATは、本来Scholastic Aptitude Test（大学適性試験）を意味する略語であったが、1990年にScholastic Assessment Test（大学能力評価試験）に変わり、現在は略としてではなくSATそのものが名前に使われている。
アメリカ合衆国では義務教育の制度を各州に任せていて、なおかつ各生徒は一定のルールの下で自由に科目を選択できるため、高校によって学力に差があり、成績評価基準も学校によって異なるため大学受験で高校の成績のみで合否を判定することはできない。そこで4,500校余りの高等教育機関からなる大学評議会が標準テストを実施し、そのスコアで生徒の大学受験の合否を決定することになった。
誰がどの大学で学問を修める学力があるかどうかを判定し、合否の基準にする目的で1901年に導入され、何度か大幅な改定がなされてきた。またそれに伴い呼称も変わっている。試験は1年間に7回実施され、繰り返し受験することが可能である。結果は200点から800点となるので、全問不正解でも0点とはならない。
同様のテストに、別団体が運営するACT（American College Testing Program）があり、米国の大学進学には、SATかACTのいずれかのテストの点数の提出が義務づけられている。この点数は米国内で、T-Score、又はdeviation valueと呼ばれていて、素点による評価ではない。国籍、人種問わず全ての受験生にSATかACTの得点が要求される。

## 機能
SATは通常、高校3年生と4年生が受験し、大学での学問的成功に必要な読み書き能力、計算能力、作文能力を測定することを目的としている。受験者がどれだけ問題を分析し解くことができるかを評価するものであり、それは学校で学んだスキルであり大学で必要となるものであるとしている。このテストは、点数に幅を持たせるために、厳しい時間制限（sped）のもとで実施される。
SATと高校の成績平均値（GPA）の組み合わせは、大学新入生のGPAで測定される高校の成績単独よりも大学での成功の指標になるとしている。SATのさまざまな研究によると、SATを組み込むことにより高校の成績と大学1年生の成績の相関関係が統計的に有意に高まることが示されている。SATの予測妥当性と威力は、心理測定学で活発に研究されているテーマである。
米国の中等学校は、連邦制、地方管理、私立学校、通信制 学校、ホームスクーリングの普及などにより、資金、カリキュラム、 成績評価、難易度などに大きな違いがある。SATの得点は、中等教育での成績を補い、入試担当者 が地域のデータ（履修科目、成績、クラス順位など）を全国的な観点から判断するのに役立てることを目的としている。
SATの受験時間は3時間で、2022年現在、受験料は延滞料を除き60米ドル。SATのスコアは400点から1600点で、200点から800点満点の2つのセクション（数学セクションと証拠に基づくリーディングとライティングセクション）のテスト結果を組み合わせたものである。SAT、またはその競合であるACTの受験は、米国の多くの大学に新入生として入学するために必須であるが、2010年代後半には、多くの教育機関がこれらの入学試験を任意とした。実際、受験者数は着実に増加していた。その結果、長期的にはスコアが低下したのかもしれないが、専門家たちは、これをもって全米の学力レベルを測ることには慎重であるべきだと警告している。

## テスト内容
SAT Reasoning Test（旧SAT I）
一般にSATと言えばこちらを指す。
2016年以降のの新SATでは、Reading Test、Writing and Language、Math (電卓使用不可、電卓使用可) の四セクション、二教科で構成されており、各教科ごとに200点から800点で合計1,600点満点で評価される。また、希望すればEssayを申し込む事も出来る。
2016年以前の旧SATでは、Critical Reading、Writing、Mathの三教科、それぞれ200点から800点で合計2,400点満点で評価される。
SAT Subject Tests（旧SAT II）
SAT Subject Testsと呼ばれている科目別テスト。英語、歴史・社会学、数学、自然科学、語学の5分野・20科目の中から、一回の試験で最高3つまでを受験できる。各テストはSAT 同様の各200点から800点のスケールで評価される。通常、SAT Subject Tests は大学側が科目も指定している。現在は廃止された状態だ。

## 新SAT Reasoning Test (2016)

SATの設問とマークシート

### 変更点
2016年3月以降のSATでは、従来のSAT Reasoning Testと異なるシステムを採用した試験を行っている。主な変更点は下記のとおりである。
- 最高点が2,400点から1,600点に変更。
- Reading Sectionにおいて、難解な単語の意味読解に関する問題量を削減
- Writing Sectionにおいて、Short Essayを削除し、オプション方式の任意に。
- Mathematicsに電卓を使用する事が出来ないセクションを追加。
- ダミー問題が固定のセクションに。
- 誤答時のペナルティを廃止。

### 科目と解答形式
前述のとおり以下の2教科、4個のセクションで試験を行う。各科目とも最高800点、最低200点の表示であり、合計すると最高1,600点、最低400点である。各科目ともマークシートで解答し、オプションのEssay (小論文) は解答用紙に鉛筆で記入する。
- Reading Test
  - 従来のCritical Readingに相当する内容。52問を65分間で解く構成。すべての問題は多岐選択問題 (Multiple-choice) であり、文章や表、グラフを読んで解く内容となっている。

合計で五つの大問があり、各大問は10から11問で構成されている。なお、一つの大問には、関係する二つの短い文章で構成されている問題も含まれる。各大問は、文学、アメリカ史に由来する文章、経済や心理学に関する文章を含み、科学に関する文章は２つ出てくる。
- Writing and Language Test
  - 従来のWritingに相当。
  - 従来の小論文（Short Essay）がオプションに変わったことで、文法や解釈にまつわる44問の多岐選択問題（Multiple-choice）のみが35分間で行われる。
- Mathematics (No Calculator)
  - 20問を25分で解く構成で出来ている。従来とは異なり、このセクションで電卓を使用する事は出来ない。
  - 15問の多岐選択問題（Multiple-choice）と5問の短答問題（Student-produced responses）がある。
- Mathematics (Calculator)
  - 38問を55分で解く構成で出来ている。従来のSAT Mathematicsと同じく、電卓を使用する事が出来る。
  - 30問の多岐選択問題（Multiple-choice）と8問の短答問題（Student-produced responses）がある。

### 試験方法
全部で4個のセクションがあり、以下のように進行する。
- Section1　Reading Test （65分）
- Section2　Writing and Language Test （35分）
- Section3　Mathematics with No Calculator （25分）
- Section4　Mathematics with Calculator（55分）
- Section5　ダミー問題 (20分) / Essay（50分）

SATをEssay無しで受験した場合、Section 4まで受験した後にSection 5としてダミー問題を解く事になる。なお、各試験問題冊子によってダミー問題のセクションは異なる。

## 旧SAT Reasoning Test (SAT I)

### 科目と解答形式
前述のとおり以下の3科目で試験を行う。各科目とも最高800点、最低200点の表示であり、合計すると最高2,400点、最低600点である。各科目ともマークシートで解答し、Writingの小論文は解答用紙に鉛筆で記入する。
- Critical Reading
  - 3つのセクションがあり、25分セクションが2回、20分セクションが1回行われる。空欄補充（Sentence Completions）、読解（Passage-based Reading）がある。
- Writing
  - 小論文（Short Essay）が25分、文法や解釈にまつわる多岐選択問題（Multiple-choice）が10分セクションと25分セクションにて行われる。
- Mathematics
  - 3つのセクションがあり、25分セクションが2回、20分セクションが1回行われる。多岐選択問題（Multiple-choice）と短答問題（Student-produced responses）がある。

### 試験方法
全部で10個のセクションがあり、以下のように進行する。
- Section1　Writing・小論文（25分）
- Section2〜7　25分セクション
- Section8〜9　20分セクション
- Section10　Writing・多岐選択問題（10分）

Section2〜9の試験順は受験者によって異なり、個別に指定された順に行う。また、隣り合う受験者と同じ時間に同じ問題を受けないように配慮される。なお、25分セクションの中に必ず1つ余分なダミーのセクションが含まれていて、そのセクションの解答は研究用以外に利用されず、成績にも含めない。どのセクションがダミーのセクションなのか受験者には伝えられない。

## SAT(II) Subject Tests
大学が指定した科目を選択して受験する。各科目とも試験時間は60分で、200点から800点の表示。多岐選択式のマークシート方式である。語学のリスニングは問題用CDを持参のCDプレーヤーで再生する。
- 英語：文学
- 歴史・社会学：米国史、世界史
- 数学：数学レベル1、数学レベル2
- 自然科学：生物、化学、物理
- 語学：中国語（リスニングあり）、フランス語、フランス語（リスニングあり）、ドイツ語、ドイツ語（リスニングあり）、スペイン語、スペイン語（リスニングあり）、現代ヘブライ語、イタリア語、ラテン語、日本語（リスニングあり）、韓国語（リスニングあり）---外国籍留学希望者が母国語を受験して高得点を取ることなどを防ぐため各種の母国語規制がある。一般に母国語（日本からの受験者が日本語を受験、メキシコからの受験者がスペイン語を受験等）は、たとえ高得点を取っても大学側に評価されない。

## その他
関数電卓の使用が許可されているため、多くの高校生がこれらを持ち込んで受験する。受験者の間ではグラフ表示が可能な関数電卓が必需品とされている。また上智大学国際教養学部では一般受験する者にSATの受験を義務づけている。
CIEE (国際教育交換協議会）での窓口業務は2005年6月に終了。現在は米国College Boardで手続きが出来る。